# Legalizacja pobytu cudzoziemca

## Legalizacja pobytu cudzoziemca na terytorium Rzeczypospolitej Polskiej
Zestawienie zasad i warunków dotyczących legalizacji pobytu cudzoziemców na terytorium RP.

### Obywatele Unii Europejskiej/Europejskiego Obszaru Gospodarczego i Konfederacji Szwajcarii
Obywatele UE, EOG, Konfederacji Szwajcarskiej oraz członkowie ich rodzin, którzy do nich dołączają lub z nimi przebywają mogą przebywać w Polsce do 3 miesięcy bez konieczności zachowania jakichkolwiek warunków pobytu (art. 15 ust. 1 pkt 1) innych niż posiadanie ważnego dokumentu podróży albo innego ważnego dokumentu potwierdzającego jego tożsamość i obywatelstwo (art. 15 ust. 2 pkt 1).
Obywatel UE, który wjechał na terytorium Polski w celu poszukiwania pracy może, bez konieczności spełniania warunków pobytu, przebywać przez okres nie dłuższy niż 6 miesięcy, chyba że po tym okresie wykaże, że aktywnie kontynuuje poszukiwanie pracy i ma rzeczywiste szanse na zatrudnienie (art. 15 ust. 1 pkt 2).
Pobyt, który trwa dłużej niż 3 miesiące należy zarejestrować. Dotyczy to obywateli UE/EOG i Konfederacji Szwajcarii. Natomiast członków rodzin niebędących obywatelami wyżej wymienionymi muszą uzyskać kartę pobytu członka rodziny obywatela RP. W celu rejestracji pobytu należy spełnić jeden z następujących warunków:
1. Być pracownikiem lub osobą pracującą na własny rachunek na terytorium RP.
2. Posiadać wystarczające środki finansowe do utrzymania siebie i członków rodziny na terytorium RP (aby nie stanowić obciążenia dla pomocy społecznej), oraz posiadać odpowiednie ubezpieczenie zdrowotne.
3. Studiować lub odbywać szkolenie zawodowe oraz posiadać odpowiednie środki finansowe do utrzymania siebie i członków rodziny oraz posiadać odpowiednie ubezpieczenie zdrowotne.
4. Być małżonkiem obywatela polskiego.

Prawo stałego pobytu obywatel UE (i członek rodziny niebędący obywatelem UE) nabywa po upływie 5 lat nieprzerwanego pobytu na terytorium RP. Pobyt uważa się za nieprzerwany, gdy przerwy w nim nie przekroczyły łącznie 6 miesięcy w roku. Wyjątkowymi powodami, które nie przerywają pobytu, a powodują opuszczenie terytorium są:
1. Odbycie obowiązkowej służby wojskowej.
2. Ważna sytuacja osobista, w szczególności: ciąża, poród, choroba, studia, szkolenie, zawodowe oddelegowanie, które wymaga pobytu poza terytorium RP. Okres ten nie może być dłuższy niż 12 miesięcy.

Obywatel, który spełnia określone warunki otrzymuje dokument potwierdzający prawo stałego pobytu – kartę stałego pobytu. Natomiast członek rodziny obywatela UE, który nabył prawo stałego pobytu musi uzyskać kartę stałego pobytu członka rodziny obywatela UE.

#### Podstawa prawna
Ustawa z dnia 14 lipca 2006 r. o wjeździe na terytorium Rzeczypospolitej Polskiej, pobycie oraz wyjeździe z tego terytorium obywateli państw członkowskich Unii Europejskiej i członków ich rodzin.

### Obywatele państw trzecich
Obywatele państw spoza Unii Europejskiej, Europejskiego Obszaru Gospodarczego i Konfederacji Szwajcarskiej, aby wjechać i poruszać się po terytorium powinni rozeznać się, czy potrzebują wizy, czy są uprawnieni do pobytu w ramach ruchu bezwizowego. Wizę uzyskuje się przed wyjazdem w konsulacie polskim.

#### Ruch bezwizowy
Całkowity pobyt na terytorium państw wchodzących w obszar Schengen nie może przekroczyć 90 dni w ciągu każdego 180 dniowego okresu. W trakcie pobytu cudzoziemiec musi spełniać następujące warunki:
1. Posiadać ważny dokument podróży.
2. Potrafić uzasadnić cel i warunki planowanego pobytu.
3. Posiadać wystarczające środki utrzymania lub możliwość uzyskania ich zgodnie z prawem.
4. Nie figurować w Systemie Informacyjnym Schengen jako osoba z zakazem wjazdu.
5. Nie być uważanym za stanowiącego zagrożenie dla porządku publicznego, bezpieczeństwa wewnętrznego, zdrowia publicznego lub stosunków międzynarodowych żadnego z państw członkowskich.

#### Ruch wizowy
W celu uzyskania wizy należy się zwrócić do właściwej polskiej placówki dyplomatycznej lub konsularnej. Wizy wydawane są jako wizy Schengen albo krajowe przez polskiego konsula.
Wiza krajowa może być wydana w celach turystycznych, odwiedzin rodziny lub przyjaciół, udziału w imprezach sportowych, prowadzenia działalności gospodarczej, podjęcia pracy itp. Uprawnia ona do wielokrotnych wjazdów i pobytu na terenie Rzeczypospolitej Polskiej trwających łącznie dłużej niż 90 dni, a okres wizy krajowej wynosi maksymalnie 1 rok.

##### Podstawa prawna
Ustawa z dnia 12 grudnia 2013 r. o cudzoziemcach.

#### Mobilność krótkoterminowa w ramach przeniesienia wewnątrz przedsiębiorstwa
Dokument ten zapewnia prawo wjazdu, pobytu i wykonywania pracy na terytorium Rzeczypospolitej Polskiej w charakterze pracownika kadry kierowniczej, specjalisty lub pracownika odbywającego staż w jednostce przyjmującej, która ma siedzibę na terytorium Polski oraz należy do pracodawcy macierzystego lub do tej samej grupy przedsiębiorstw w ramach przeniesienia wewnątrz przedsiębiorstwa.
Mobilność ta jest krótkoterminowa – do 90 dni w okresie 180 dni. Aby skorzystać z mobilności długoterminowej, czyli dłuższej niż 90 dni należy uzyskać zezwolenie na pobyt czasowy w wyżej wymienionym celu.

##### Podstawa prawna
Dyrektywa UE 2014/66/UE.

### Przedłużanie pobytu
Cudzoziemiec, który przebywa na terenie Rzeczypospolitej Polskiej i chce przedłużyć pobyt ma taką możliwość w uzasadnionych przypadkach.

#### Przedłużanie wizy krajowej
Okres ważności wizy krajowej można przedłużyć, jeżeli spełnione zostaną wszystkie warunki:
1. Przemawia za tym ważny interes zawodowy lub osobisty, albo ze względów humanitarnych cudzoziemiec nie może opuścić terytorium przed upływem terminu ważności wizy krajowej lub przed końcem objętego tą wizą dowolnego okresu pobytu.
2. Zdarzenia, które są przyczyną ubiegania się o przedłużenie wizy krajowej, wystąpiły niezależnie od woli cudzoziemca i nie był możliwe do przewidzenia w dniu składania wniosku o wydanie wizy krajowej.
3. Okoliczności sprawy nie wskazują, że cel pobytu cudzoziemca na terytorium Rzeczypospolitej Polskiej będzie inny niż deklarowany.
4. Nie zachodzą okoliczności, z powodu których odmawia się wydania wizy krajowej.

Jeżeli dane cudzoziemca zostały wpisane do Systemu Informacyjnego Schengen do celów odmowy wjazdu, wiza może zostać przedłużona tylko z poważnych przyczyn (zwłaszcza ze względów humanitarnych lub z powodu zobowiązań międzynarodowych).
Wizę krajową można przedłużyć jednokrotnie oraz pobyt na podstawie przedłużonej wizy krajowej nie może przekraczać 1 roku – wliczając w to okres dotychczasowego pobytu na wizie, która jest przedłużana. Z wyjątkiem sytuacji, w której cudzoziemiec przebywa w szpitalu i jego stan zdrowia uniemożliwia opuszczenie terytorium Rzeczypospolitej Polskiej. W innych przypadkach cudzoziemiec może złożyć wniosek o zezwolenie na pobyt czasowy.

##### Podstawa prawna
Ustawa z dnia 12 grudnia 2013 r. o cudzoziemcach wraz z aktami wykonawczymi.

#### Przedłużanie wizy Schengen
Wizę, która została wydana przez organ polski lub organ innego państwa obszaru Schengen można przedłużyć jeżeli jeden z warunków jest spełniony:
1. Cudzoziemiec wykazał, iż na skutek siły wyższej lub ze względów humanitarnych nie może opuścić terytorium państw członkowskich przed upływem terminu ważności wizy lub przed końcem okresu objętego wizą.
2. Jeżeli przedstawi dowód na istnienie ważnych powodów osobistych uzasadniających przedłużenie okresu ważności wizy lub pobytu.

Okres pobytu na terenie Rzeczypospolitej Polskiej na podstawie przedłużonej wizy nie powinien przekroczyć 90 dni w okresie 180 dni – liczone łącznie z okresem pobytu na podstawie wizy, która podlega przedłużeniu. W innych wypadkach cudzoziemiec powinien złożyć wniosek o zezwolenie na pobyt czasowy.

##### Podstawa prawna
1. Ustawa z dnia 12 grudnia 2013 r. o cudzoziemcach[2] wraz z aktami wykonawczymi,
2. Rozporządzenie parlamentu europejskiego i rady (WE) NR 810/2009 z dnia 13 lipca 2009 r. ustanawiające Wspólnotowy Kodeks Wizowy[4]

#### Przedłużanie pobytu w ruchu bezwizowym
W uzasadnionych wypadkach cudzoziemiec, który przebywa na terytorium Rzeczypospolitej Polskiej na podstawie umowy międzynarodowej o zniesieniu obowiązku wizowego lub wobec którego stosuje się częściowe lub całkowite zniesienie obowiązku wizowego może przedłużyć pobyt o kolejne 90 dni, jeżeli taka możliwość jest przewidziana w umowie o zniesieniu obowiązku wizowego.
Obecnie przewidują to umowy z:
- Brazylią,
- Argentyną,
- Chile,
- Hondurasem,
- Kostaryką,
- Nikaraguą,
- Singapurem,
- Urugwajem.

#### Zezwolenie na pobyt czasowy
Każdy cudzoziemiec wobec którego zachodzą okoliczności uzasadniające zamieszkanie na terytorium Rzeczypospolitej Polskiej przez okres dłuższy niż 3 miesiące może starać się o udzielenie zezwolenia na pobyt czasowy. Wyjątkiem jest zezwolenie na pobyt czasowy udzielane ze względu na okoliczności wymagające krótkotrwałego pobytu oraz ze względu na pracę sezonową.
Zezwolenie na pobyt czasowy udzielane jest maksymalnie na okres do lat 3.

##### Okoliczności uprawniające do uzyskania zezwolenia na pobyt czasowy
Okolicznościami uprawniającymi do uzyskania zezwolenia na pobyt czasowy są:
- Praca (art. 114 i 126)[2],
- Działalność gospodarcza (art.142)[2],
- Studia (art. 144)[2] i nauka (art. 1874 pkt 1 lit. a)[2],
- Pobyt z rodziną,
- Prowadzenie badań naukowych (art. 151)[2],
- Absolwent polskiej uczelni poszukujący pracy (art. 187 pkt 2)[2],

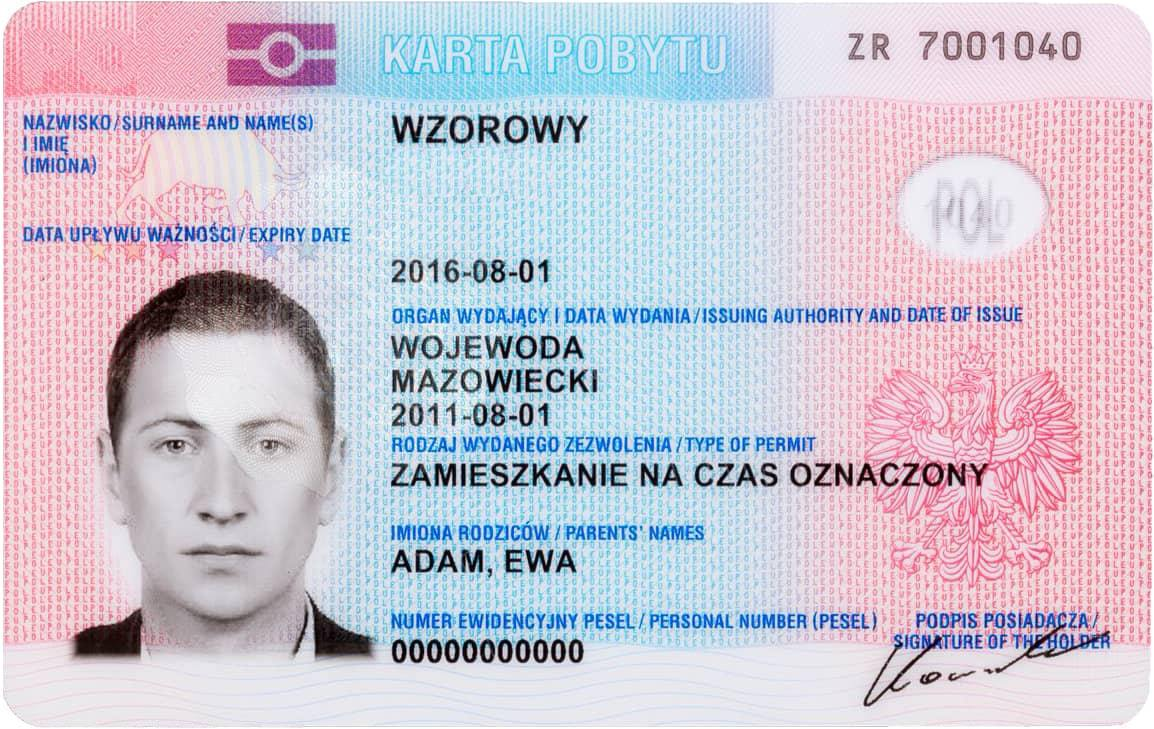
Karta pobytu Rzeczypospolitej Polskiej

- Ofiara handlu ludźmi (art. 176)[2],
- Inne okoliczności (art. 187)[2].

### Pobyt stały
Cudzoziemiec, który planuje osiedlić się na terenie Rzeczypospolitej Polskiej powinien starać się o kartę pobytu stałego.
Jest do dokument, który potwierdza tożsamość cudzoziemca podczas jego pobytu na terytorium RP oraz uprawnia do wielokrotnego przekraczania granicy bez konieczności posiadania wizy. Dodatkowo dokument ten upoważnia cudzoziemca do podróżowania po terytoriach innych państw będących członkami obszaru Schengen przez okres nieprzekraczający 90 dni w ciągu 180 dni.